# Кульметьево
Кульметьево (тат. Колмәт) — деревня в Сармановском районе Республики Татарстан России. Входит в состав Муртыш-Тамакского сельского поселения.

## География
Деревня находится в восточной части Татарстана, в лесостепной зоне, в пределах северных отрогов Бугульмино-Белебеевской возвышенности, на левом берегу реки Мензели, к востоку от автодороги 16К-1471, в 8 км к югу от села Сарманова, административного центра района. Абсолютная высота — 138 метров над уровнем моря.

### Климат
Климат характеризуется как умеренно континентальный, с продолжительной умеренно холодной зимой и коротким тёплым летом. Среднегодовая температура воздуха составляет 3,8 °С. Средняя температура воздуха самого холодного месяца (января) — −12,2 °C; самого тёплого месяца (июля) — 19,7 °C. Безморозный период длится в течение 112—116 дней. Среднегодовое количество атмосферных осадков составляет 460 мм, из которых 340 мм выпадает в период с апреля по октябрь. Снежный покров держится 155—165 дней.

### Часовой пояс
Деревня Кульметьево, как и весь Татарстан, находится в часовой зоне МСК (московское время). Смещение применяемого времени относительно UTC составляет +3:00.

## История
Известна с 1719—1722 годов. До 1860-х годов жители относились к сословию государственных крестьян. Их основные занятия в этот период — земледелие и скотоводство.
В «Списке населенных мест по сведениям 1870 года», изданном в 1877 году, населённый пункт упомянут как деревня Кульметева 2-го стана Мензелинского уезда Уфимской губернии. Располагалась при речке Мензеле, по левую сторону коммерческого тракта из Бирска в Мамадыш, в 65 верстах от уездного города Мензелинска и в 12 верстах от становой квартиры в селе Александровское (Кармалы). В деревне, в 35 дворах жили 352 человека (татары: 162 мужчины и 151 женщина; тептяри: 15 мужчин и 14 женщин).
В начале XX века в деревне действовали мечеть, мектеб, водяная мельница. В этот период земельный надел сельской общины составлял 729,2 десятины.
До 1920 года деревня входила в Альмет-Муллинскую волость Мензелинского уезда Уфимской губернии. С 1920 года в составе Мензелинского, с 1922 — Челнинского кантонов ТАССР. С 10 августа 1930 года в Сармановском районе.
С 1930 года в деревне действовали колхозы. В 1994—2002 —коллективное предприятие, в 2003—2006 — сельскохозяйственный производственный кооператив.
До 2008 года в деревне работала начальная школа.

## Население
| 1870 | 1913 | 1920 | 1926 | 1938 | 1949 | 1958 | 1970 | 1979 | 1989 | 2002 | 2010 | 2011 | 2021 |
| ---- | ---- | ---- | ---- | ---- | ---- | ---- | ---- | ---- | ---- | ---- | ---- | ---- | ---- |
| 352  | 536  | 546  | 481  | 521  | 423  | 278  | 230  | 192  | 152  | 148  | 123  | 137  | 115  |

### Национальный состав
Национальный состав села — татары.
Согласно результатам переписи 2002 года, в национальной структуре населения татары составляли 96 % из 148 человек

## Экономика
Сельское хозяйство со специализацией на растениеводстве, молочном животноводстве.

## Инфраструктура
Действуют дом культуры, фельдшерско-акушерский пункт.

## Религия
Мечеть (с 2003 г.).